# Ocyale guttata
Ocyale guttata là một loài nhện trong họ Lycosidae.
Loài này thuộc chi Ocyale. Ocyale guttata được Ferdinand Karsch miêu tả năm 1878.